# リー郡 (ラムプーン県)
座標: 北緯17度48分12秒 東経98度57分0秒 / 北緯17.80333度 東経98.95000度
リー郡（リーぐん）は、タイ北部・ラムプーン県にある郡（アムプー）である。

## 名称
リーとは様々な意味があるが、ここでは「不思議な、隠れた」という意味である。ここは、かつて様々な国守達が難を避けて隠れる場所であった。

## 歴史
元々ムアンリーと呼ばれた。ムアンリーはスコータイ王朝のころ、プラナーン・チャーマリーと呼ばれる女性国主が戦火や伝染病を避けてルアンパバーンからやってきたと伝えられる。チャクリー王朝期以降はラムプーンの領域に位置し、ラムプーンから国守が派遣され統治にあたった。
ムアンリーが郡となったのは1911年である。1917年、ムアンの語が県庁所在地を連想させることからムアンの語がはずされ単にリー郡となった。

## 地理
郡の中心部はリー川の形成した平地に位置し、その東西と南を山岳地帯に囲まれている。西にはプーミポン・ダムの形成した人工湖が南北に延びる所があり、ターク県との県境を形成している。また、郡内にはドーイ・チョン国立公園、メー・ピン国立公園、ナムトック・コー森林公園がある。
交通は、106号線が北から南東に向かって通っており北にラムプーン方面、南東にトゥーン郡方面とつながる。また、国道1103号線が西に、1219号線が東に、1274号線が東に、1264号線が南東に延びており、それぞれ、ホート方面、トゥンフワチャーン方面、コカー方面、メープリック方面とつながっている。

## 経済
郡の主な産業は農業である。主な農産品は、トウモロコシ、ロンガン、ネギ、ニンニク、コメ、ダイズ、キャベツなどである。
また銀の装飾品の生産も行われており郡の名産品となっている。

## 行政区分
郡は8のタムボンに分かれ、さらにその下位に99の村（ムーバーン）がある。自治体（テーサバーン）があり以下のようになっている。
- テーサバーンタムボン・ワンディン・・・タムボン・リーの一部
- テーサバーンタムボン・メートゥーン・・・タムボン・メートゥーンの一部

また、郡内には8のタムボン行政体（オンカーンボーリハーンスワンタムボン）がある。
1. タムボン・リー・・・ตำบลลี้
2. タムボン・メートゥーン・・・ตำบลแม่ตืน
3. タムボン・ナーサーイ・・・ตำบลนาทราย
4. タムボン・ドンダム・・・ตำบลดงดำ
5. タムボン・コー・・・ตำบลก้อ
6. タムボン・メーラーン・・・ตำบลแม่ลาน
7. タムボン・パーパイ・・・ตำบลป่าไผ่
8. タムボン・バーンパイ・・・ตำบลบ้านไผ่（廃止された）
9. タムボン・シーウィチャイ・・・ตำบลศรีวิชัย